# Tudora (Botoșani)
Tudora é uma comuna romena localizada no distrito de Botoşani, na região de Moldávia. A comuna possui uma área de 74.04 km² e sua população era de 5292 habitantes segundo o censo de 2007.